# Forn sed

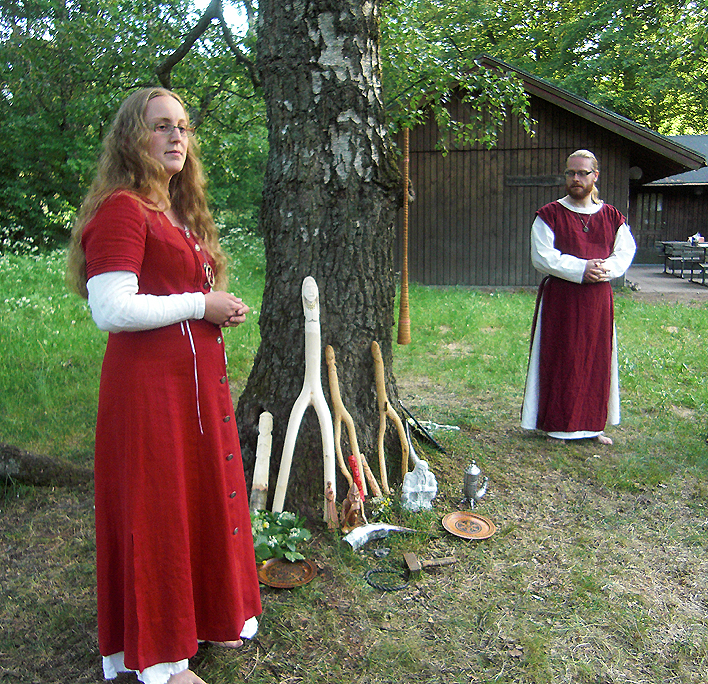
Samfundet Forn Sed Sverige håller blot.

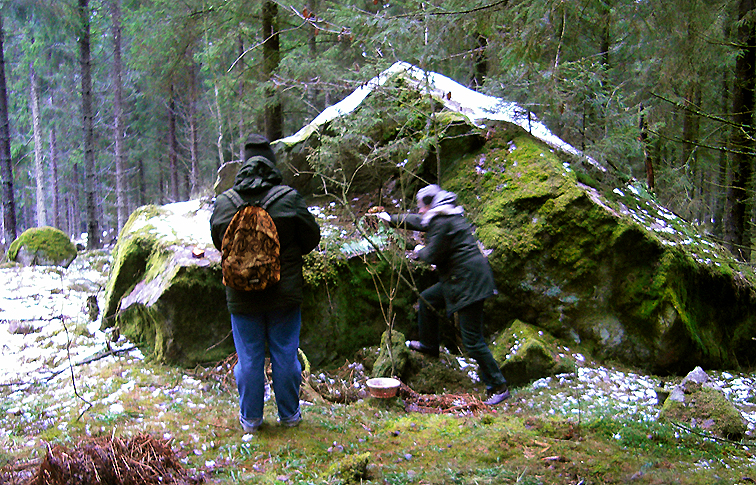
Disablot vid ett flyttblock i Västergötland.

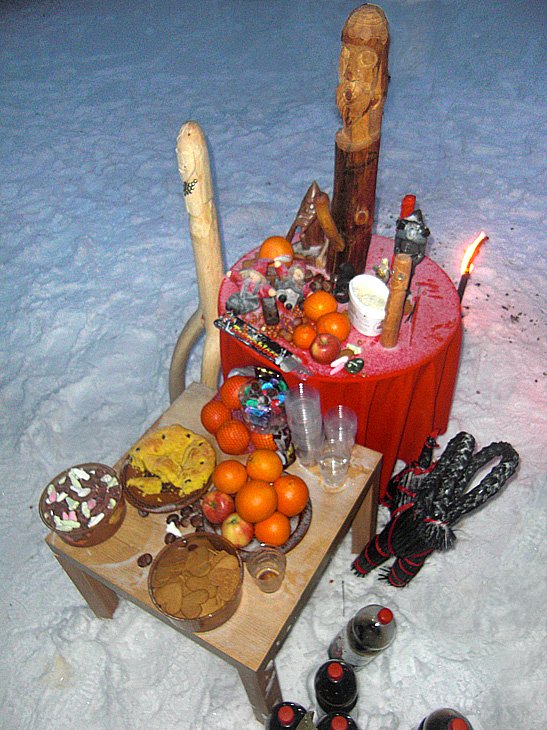
Altaret vid ett midvinterblot med Samfundet Forn Sed Sverige.

Forn sed (medeltida stavning forn siðr eller fornum sid, år 1811 stavat fornsed, år 1991 nylanserat som forn sed) är dels en medeltida beteckning på förkristna sedvänjor som ställdes i motsats till kristendomens nya sed, dels en äldre beteckning i skönlitterär stil för forntida sedvänjor, dels ett nyare samlingsbegrepp för en nutida andlig tradition. Den senare betydelsen innebär en positiv hållning till nordisk hedendom och modern asatro, men även till andra förkristna nordiska folklivstraditioner och gudar (vanerna), och till folktro. Förespråkarna för begreppet använder det för att beskriva inte bara en religionsutövning, utan även ett levnadssätt, medan andra föredrar begreppet asatro om sin trosuppfattning. Begreppet är nära besläktat med nordisk sed.

## Fornsed i medeltida källor
När Norden blivit kristnat, talade man om sin tidigare andlighet och sina gamla seder som ”den forna seden”. Uttrycket förekommer i avsnitt 77 "Om landsindelning och lagar i Svithiod" i Olav den heliges saga i Snorre Sturlassons Heimskringla (nedtecknad på 1200-talet) där det sägs:
"Í Svíþióðu var þat forn siðr, medan heiðni var þar, at höfuðblót skyldi vera at Uppsölum at gói."
I översättning blir det:
"I Svitjod var det forn sed, medan där var hedet, att huvudblotet skulle vara vid Uppsalarna i göjemånad."
Eller i Emil Olsons översättning:
"I Svitjod var det gammal landssed, så länge hedendomen rådde där, att ett huvudblot skulle äga rum i Uppsala i goe månad."
En annan förekomst är i Njáls saga, avsnitt 93 "Den nya tron" (isl. Brennu-Njáls saga, avsnitt 100). Sagan skrevs mot slutet av 1200-talet men utspelar sig under åren 950-1015:
"Það spurðist með tíðindum þessum að siðaskipti var orðið í Noregi. Og höfðu þeir kastað hinum forna átrúnaði en Ólafur konungur hafði kristnað Vesturlönd, Hjaltland og Orkneyjar og Færeyjar. Það mæltu margir menn svo að Njáll heyrði að slíkt væru mikil firn að hafna fornum sið og átrúnaði."
A. U. Bååths översättning till svenska från 1879:
"Med dessa tidender spordes ock att trosskifte var vordet i Norge. Den gamla tron hade man kastat och Olof konung hade kristnat Västerlanden, Hjaltland, Orkenöarna och Färöarna. Månge yttrade, så att Nial det hörde, hur förmätet och ohördt det vore att så vräka gammal gudsdyrkan och tro."
Observera de begrepp som Bååth översätter trosskifte (isl. siðaskipti) samt gammal gudsdyrkan och tro (isl. fornum sið og átrúnaði). Uttrycken ställs i kontrast till den nya tron, dvs. kristendomen. Somliga anser dock att begreppet användes redan före kristendomens intåg på våra breddgrader.Forn har i så fall inte betydelse ’omodern’ i detta begrepp utan anspelar på den mytologiska tid för länge sedan då sederna skapades. Liknande begrepp, evig sed, väg eller lag finner vi på många håll i världen. I Indien talar man om Sanatan Dharma, som ofta översätts som ”forn/evig sed” eller ”forn/evig lag”, i Kina om Tao, hos Navajoindianerna om Hozhó. Flera indianska stammar benämner sin religion ”the traditional way” som i stort sett motsvarar begreppet forn sed. 
En tredje förekomst av begreppet är Egil och Asmunds saga, också den nedtecknad av Snorre Sturlasson på 1200-talet, som beskriver att edgång kunde ske under handräckning enligt forn sed:
"Siuteligen stodo de upp och räckte de hvarandra handen, takast their nu i hendr, ok sverjast i fbstbraedralag eptir fornum sid".

## Forn sed i nutid
Somliga moderna asatroende, främst i Sverige, Danmark och Norge, har tagit upp det gamla begreppet forn sed. Sed står för ett vidare begrepp än tro och religion; forn sed är ett samlingsbegrepp för traditionell nordisk mytologi, hedniska trosföreställningar, folktro samt traditioner och sedvänjor som levt kvar genom århundradena efter kristendomens införande, till exempel förkristna inslag i jul- och midsommarfirandet, men även i det blotsfirande som förbjöds (se midvinterblot). Begreppet har kommit att användas på olika sätt men det betecknar för de flesta en övertygelse om att det finns en levande, nutida hednisk sed med djupa historiska rötter. Ofta används det synonymt med det närstående, men mer strikt definierade begreppet nordisk sed. Andra synonymer är norrön sed och seden.
Begreppet forn sed (särskrivet) återlanserades av Olof Frömund Ansheille i boken Frågor om asatro 1991. Forn sed (även den gamla seden) i dess moderna betydelse fick snabbt fäste och användes redan när Sverige Asatrosamfund bildades 1994. Begreppet användes också första gången som synonym till asatro i svensk press år 2000. Begreppen nordisk sed och forn sed fick spridning i Skandinavien då samfund med de namnen började bildas 1997. Begreppet forn siður eller vor siður används även på Island.
Begreppet, eller det närbesläktade begreppet nordisk sed, ingår i följande av religionens moderna trossamfund:
- Forn Siðr - Asa- og Vanetrosamfundet i Danmark, bildat 1997
- Samfälligheten för Nordisk Sed bildad 1997
- Nätverket Forn Sed i Sverige, som bröt sig ur Sveriges Asatrosamfund 2004, men upphörde som separat nätverk mot slutet av 00-talet.
- Samfundet Forn Sed Sverige, som innan 2009 hette Sveriges Asatrosamfund, är ett registrerat trossamfund med drygt 600 medlemmar år 2021[15]
- Föreningen Forn Sed i Norge.[16]

I studien "Asatro i tiden" år 2000 konstaterar författaren att flertalet av dem som ingick i hans intervjuundersökning föredrar att använda begreppen "sed", "forn sed" eller "den gamla seden" framför "asatro." I avhandlingen "Modern asatro" år 2008 bekräftas bilden av att begreppet är vanligt då det konstateras att begreppet forn sed blivit mer dominerande än begreppet asatro.  Förespråkare för termerna Forn sed och Nordisk sed kallar sig sedfolk. Vissa förespråkare menar att begreppet asatro uppfattas vara färgat av dels kristna traditioners fokus på tro, dels dess inriktning på gudomen, i vars ställe man placerar asarna.
Asatroende som undviker begreppet forn sed menar tvärtom att det är för ospecifikt och även kan innefatta folktro och New Age, och kallar sig asatoende eller ibland asatrogna. Sedfolket skiljer sig från de som kallar sig sejdfolk och som ägnar sig åt nordisk schamanism och magi.